# Volvo FH
Volvo FH je ponudba težkih tovornjakov, ki jo proizvaja švedski proizvajalec tovornjakov Volvo Trucks. Proizvodnja se je začela konec leta 1993 kot FH12 in FH16 in se še vedno nadaljuje z zdaj že drugo generacijo modelov serije FH. FH pomeni Forward Control High entry, kjer številke označujejo prostornino motorja v litrih. Serija FH je ena najuspešnejših serij tovornjakov, ki so jih prodali več kot 400.000 po vsem svetu.